# IAR 27
Le IAR 27 est un avion militaire de l'entre-deux-guerres, fabriqué en Roumanie par Industria Aeronautică Română (IAR).